# Ильинский, Леонид Константинович
Леонид Константинович Ильинский (1878–1934) — российский книговед, библиограф, библиофил, литературовед.

## Биография
Родился 4 (16) октября 1878 года в селе Уратьма Казанской губернии. Среднее образование получил в Казани, высшее в Юрьеве: в 1906 году со степенью кандидата славяно-русской филологии окончил историко-филологический факультет Юрьевского университета. Ещё студентом, с 1904 года начал публиковать статьи на историко-литературные и педагогические темы.
В 1907–1915 годах преподавал в средних учебных заведениях Казани. Одновременно, в 1908–1911 годах Ильинский был профессорским стипендиатом по кафедре истории русской литературы Казанского университета, членом совета и библиотекарем Общества археологии, истории и этнографии при университете; с 1911 года преподавал на высших педагогических курсах в Казани; с 1912 года — приват-доцент Казанского университета.
В 1915 году был командирован для научных занятий в Петроград и в 1916 году окончательно поселился в нём. В 1916–1919 годах — приват-доцент кафедры русского языка и словесности историко-филологического факультета Петроградского университета, в 1919–1921 годах — профессор факультета общественных наук ЛГУ. После 1917 года преподавал на Высших курсах библиотековедения, в 1917–1920 годах — заведующий отделом регистрации и описания периодических изданий Российской книжной палаты. В начале 1917 года он был введён в комиссию по рассмотрению программы деятельности учреждаемого Литературно-библиографического института, который после создания Книжной палаты в мае 1917 года вошел в её состав как Русский библиографический институт. В Книжной палате Л. К. Ильинский заведовал отделом регистрации и описания повременных изданий, был членом президиума, редакционного комитета и библиографической комиссии, ездил по стране и обходил Петроградские типографии в поисках не дошедших до палаты изданий, выступал с анализом «Книжной летописи», работал на книговедческих курсах; «… теперь я всецело ушел в библиографию», — писал он П. Н. Сакулину.
В 1919–1926 годах он был председателем комиссии по описанию русских журналов 1-й четверти XIX в. Русского библиологического общества; в 1923–1926 годах — заведующий отделом библиографического издания Госиздата. Но главной в его работе с середины 1920-х годов была краеведческая библиография. Л. К. Ильинский — член-корреспондент Центрального бюро краеведения, член библиографической комиссии Ленинградского отделения этого бюро, а после создания областного бюро — заместитель председателя его библиографической комиссии, сотрудник журнала «Краеведение». На страницах этого журнала, в докладах и статьях Ильинский разрабатывал организационные и методические вопросы краеведческой библиографии: «Формальная сторона работы библиографов-краеведов», «Приемы библиографической работы. Биобиблиографическая работа краеведов», «О задачах библиографической комиссии». В Ленинградском областном бюро краеведения он продолжал работать и после того, как, заболев, стал в 1930 году академическим пенсионером.
Л. К. Ильинским опубликовано около 250 работ по истории русской литературы, теории и истории журналистики, истории цензуры, истории освободительного движения в России, краеведению и краеведческой библиографии. Ему принадлежат литературоведческие работы, посвящённые А. С. Пушкину, Г. Р. Державину, И. А. Крылову, И. С. Тургеневу, П. И. Мельникову-Печерскому, Ф. М. Достоевскому и другим писателям и поэтам.
Умер 5 января 1934 года.